# А4 (Сърбия)
Автомагистрала А4 в Сърбия (на сръбски: Аутопут А4) е автомагистрала, част от сръбската пътна мрежа. Проектната ѝ дължина е 109 км, като в експлоатация са 109 км.
Магистралата започва от град Ниш при връзката с автомагистрала А1, минава през Бела Паланка, Пирот, Димитровград и се свързва при ГКПП Градина-Калотина с България. От българска страна се очаква да се свърже с бъдещата българска автомагистрала „Европа“ (А6).
По автомагистрала А4 минават европейски маршрути, свързващи Западна Европа чрез Европейски път Е80 с Истанбул, Близкия изток и Азия.
|  | Тази страница частично или изцяло представлява превод на страницата Roads in Serbia#Serbian motorways в Уикипедия на английски. Оригиналният текст, както и този превод, са защитени от Лиценза „Криейтив Комънс – Признание – Споделяне на споделеното“, а за съдържание, създадено преди юни 2009 година – от Лиценза за свободна документация на ГНУ. Прегледайте историята на редакциите на оригиналната страница, както и на преводната страница, за да видите списъка на съавторите. ВАЖНО: Този шаблон се отнася единствено до авторските права върху съдържанието на статията. Добавянето му не отменя изискването да се посочват конкретни източници на твърденията, които да бъдат благонадеждни. |